# 6.ª etapa de la Vuelta a España 2021
La 6.ª etapa de la Vuelta a España 2021 tuvo lugar el 19 de agosto de 2021 entre Requena y Cullera sobre un recorrido de 158,3 km y fue ganada por el danés Magnus Cort del equipo EF Education-NIPPO. El esloveno Primož Roglič del equipo Jumbo-Visma recuperó el liderato de la prueba.

## Clasificación de la etapa
| Requena - Cullera | etapa escarpada | (158,3 km) |

| \| Clasificación de la etapa \| Clasificación de la etapa \| Clasificación de la etapa \| Clasificación de la etapa \| Clasificación de la etapa \| \| Ciclista \| Ciclista \| Equipo \| Tiempo \| \| \| ------------------------- \| ------------------------- \| ------------------------- \| ------------------------- \| ------------------------- \| \| 1.º \| Magnus Cort \| EF Education-Nippo \| 3 h 30 min 53 s \| \| \| 2.º \| Primož Roglič \| Jumbo-Visma \| + 0 s \| \| \| 3.º \| Andrea Bagioli \| Deceuninck-Quick Step \| + 2 s \| \| \| 4.º \| Aleksandr Vlásov \| Astana-Premier Tech \| + 4 s \| \| \| 5.º \| Enric Mas \| Movistar Team \| + 4 s \| \| \| 6.º \| Michael Matthews \| BikeExchange \| + 6 s \| \| \| 7.º \| Egan Bernal \| Ineos Grenadiers \| + 8 s \| \| \| 8.º \| Alejandro Valverde \| Movistar Team \| + 8 s \| \| \| 9.º \| Miguel Ángel López \| Movistar Team \| + 9 s \| \| \| 10.º \| Felix Großschartner \| Bora-Hansgrohe \| + 16 s \| \| |                     |                       |                 |
| |                     |                       |                 |
| Fuente: ProCyclingStats |                     |                       |                 |
| Clasificación de la etapa |                     |                       |                 |
| Ciclista | Ciclista            | Equipo                | Tiempo          |
| 1.º | Magnus Cort         | EF Education-Nippo    | 3 h 30 min 53 s |
| 2.º | Primož Roglič       | Jumbo-Visma           | + 0 s           |
| 3.º | Andrea Bagioli      | Deceuninck-Quick Step | + 2 s           |
| 4.º | Aleksandr Vlásov    | Astana-Premier Tech   | + 4 s           |
| 5.º | Enric Mas           | Movistar Team         | + 4 s           |
| 6.º | Michael Matthews    | BikeExchange          | + 6 s           |
| 7.º | Egan Bernal         | Ineos Grenadiers      | + 8 s           |
| 8.º | Alejandro Valverde  | Movistar Team         | + 8 s           |
| 9.º | Miguel Ángel López  | Movistar Team         | + 9 s           |
| 10.º | Felix Großschartner | Bora-Hansgrohe        | + 16 s          |

## Clasificaciones al final de la etapa

### Clasificación general
| \| Clasificación general \| Clasificación general \| Clasificación general \| Clasificación general \| Clasificación general \| \| Ciclista \| Ciclista \| Equipo \| Tiempo \| \| \| --------------------- \| --------------------- \| --------------------- \| --------------------- \| --------------------- \| \| 1.º \| Primož Roglič \| Jumbo-Visma \| 21 h 04 min 49 s \| \| \| 2.º \| Enric Mas \| Movistar Team \| + 25 s \| \| \| 3.º \| Miguel Ángel López \| Movistar Team \| + 36 s \| \| \| 4.º \| Alejandro Valverde \| Movistar Team \| + 41 s \| \| \| 5.º \| Egan Bernal \| Ineos Grenadiers \| + 41 s \| \| \| 6.º \| Aleksandr Vlásov \| Astana-Premier Tech \| + 53 s \| \| \| 7.º \| Giulio Ciccone \| Trek-Segafredo \| + 58 s \| \| \| 8.º \| Lilian Calmejane \| AG2R Citroën Team \| + 1 min 04 s \| \| \| 9.º \| Mikel Landa \| Bahrain Victorious \| + 1 min 12 s \| \| \| 10.º \| Fabio Aru \| Qhubeka NextHash \| + 1 min 17 s \| \| |                    |                     |                  |
| |                    |                     |                  |
| Fuente: ProCyclingStats |                    |                     |                  |
| Clasificación general |                    |                     |                  |
| Ciclista | Ciclista           | Equipo              | Tiempo           |
| 1.º | Primož Roglič      | Jumbo-Visma         | 21 h 04 min 49 s |
| 2.º | Enric Mas          | Movistar Team       | + 25 s           |
| 3.º | Miguel Ángel López | Movistar Team       | + 36 s           |
| 4.º | Alejandro Valverde | Movistar Team       | + 41 s           |
| 5.º | Egan Bernal        | Ineos Grenadiers    | + 41 s           |
| 6.º | Aleksandr Vlásov   | Astana-Premier Tech | + 53 s           |
| 7.º | Giulio Ciccone     | Trek-Segafredo      | + 58 s           |
| 8.º | Lilian Calmejane   | AG2R Citroën Team   | + 1 min 04 s     |
| 9.º | Mikel Landa        | Bahrain Victorious  | + 1 min 12 s     |
| 10.º | Fabio Aru          | Qhubeka NextHash    | + 1 min 17 s     |

### Clasificación por puntos
| Clasificación por puntos | Clasificación por puntos | Clasificación por puntos | Clasificación por puntos | Clasificación por puntos |
| Ciclista                 | Ciclista                 | Equipo                   | Puntos                   |                          |
| ------------------------ | ------------------------ | ------------------------ | ------------------------ | ------------------------ |
| 1.º                      | Jasper Philipsen         | Alpecin-Fenix            | 131 pts                  |                          |
| 2.º                      | Fabio Jakobsen           | Deceuninck-Quick Step    | 130 pts                  |                          |
| 3.º                      | Magnus Cort              | EF Education-Nippo       | 67 pts                   |                          |
| 4.º                      | Michael Matthews         | BikeExchange             | 58 pts                   |                          |
| 5.º                      | Primož Roglič            | Jumbo-Visma              | 54 pts                   |                          |
| 6.º                      | Alex Aranburu            | Astana-Premier Tech      | 52 pts                   |                          |
| 7.º                      | Arnaud Démare            | Groupama-FDJ             | 50 pts                   |                          |
| 8.º                      | Alberto Dainese          | Team DSM                 | 43 pts                   |                          |
| 9.º                      | Piet Allegaert           | Cofidis                  | 37 pts                   |                          |
| 10.º                     | Juan Sebastián Molano    | UAE Team Emirates        | 36 pts                   |                          |

### Clasificación de la montaña
| Clasificación de la montaña | Clasificación de la montaña | Clasificación de la montaña        | Clasificación de la montaña | Clasificación de la montaña |
| Ciclista                    | Ciclista                    | Equipo                             | Puntos                      |                             |
| --------------------------- | --------------------------- | ---------------------------------- | --------------------------- | --------------------------- |
| 1.º                         | Rein Taaramäe               | Intermarché-Wanty-Gobert Matériaux | 10 pts                      |                             |
| 2.º                         | Kenny Elissonde             | Trek-Segafredo                     | 7 pts                       |                             |
| 3.º                         | Joe Dombrowski              | UAE Team Emirates                  | 6 pts                       |                             |
| 4.º                         | Tobias Bayer                | Alpecin-Fenix                      | 5 pts                       |                             |
| 5.º                         | Sepp Kuss                   | Jumbo-Visma                        | 3 pts                       |                             |
| 6.º                         | Magnus Cort                 | EF Education-Nippo                 | 3 pts                       |                             |
| 7.º                         | Lilian Calmejane            | AG2R Citroën Team                  | 3 pts                       |                             |
| 8.º                         | Antonio Jesús Soto          | Euskaltel-Euskadi                  | 3 pts                       |                             |
| 9.º                         | Primož Roglič               | Jumbo-Visma                        | 2 pts                       |                             |
| 10.º                        | Sep Vanmarcke               | Israel Start-Up Nation             | 2 pts                       |                             |

### Clasificación de los jóvenes
| Clasificación del mejor joven | Clasificación del mejor joven | Clasificación del mejor joven | Clasificación del mejor joven | Clasificación del mejor joven |
| Ciclista                      | Ciclista                      | Equipo                        | Tiempo                        |                               |
| ----------------------------- | ----------------------------- | ----------------------------- | ----------------------------- | ----------------------------- |
| 1.º                           | Egan Bernal                   | Ineos Grenadiers              | 21 h 05 min 30 s              |                               |
| 2.º                           | Aleksandr Vlásov              | Astana-Premier Tech           | + 12 s                        |                               |
| 3.º                           | Juan Pedro López              | Trek-Segafredo                | + 1 min 24 s                  |                               |
| 4.º                           | Gino Mäder                    | Bahrain Victorious            | + 1 min 32 s                  |                               |
| 5.º                           | Tobias Bayer                  | Alpecin-Fenix                 | + 1 min 57 s                  |                               |
| 6.º                           | Clément Champoussin           | AG2R Citroën Team             | + 2 min 03 s                  |                               |
| 7.º                           | Mark Padun                    | Bahrain Victorious            | + 2 min 04 s                  |                               |
| 8.º                           | Simon Carr                    | EF Education-Nippo            | + 2 min 12 s                  |                               |
| 9.º                           | Jefferson Cepeda              | Caja Rural-Seguros RGA        | + 2 min 13 s                  |                               |
| 10.º                          | Gotzon Martín                 | Euskaltel-Euskadi             | + 3 min 18 s                  |                               |

### Clasificación por equipos
| Clasificación por equipos | Clasificación por equipos | Clasificación por equipos | Clasificación por equipos |
| Equipo                    | Equipo                    | Tiempo                    |                           |
| ------------------------- | ------------------------- | ------------------------- | ------------------------- |
| 1.º                       | Movistar Team             | 63 h 16 min 06 s          |                           |
| 2.º                       | Ineos Grenadiers          | + 1 min 32 s              |                           |
| 3.º                       | UAE Team Emirates         | + 1 min 39 s              |                           |
| 4.º                       | Bahrain Victorious        | + 2 min 07 s              |                           |
| 5.º                       | AG2R Citroën Team         | + 3 min 57 s              |                           |
| 6.º                       | EF Education-Nippo        | + 5 min 19 s              |                           |
| 7.º                       | Jumbo-Visma               | + 5 min 20 s              |                           |
| 8.º                       | Trek-Segafredo            | + 5 min 59 s              |                           |
| 9.º                       | Astana-Premier Tech       | + 6 min 04 s              |                           |
| 10.º                      | Caja Rural-Seguros RGA    | + 8 min 20 s              |                           |

## Abandonos
Ninguno.